# Peter E. Hodgson
Peter Edward Hodgson (* 27. November 1928 in London; † 8. Dezember 2008) war ein britischer  Kernphysiker.
Hodgson studierte am Imperial College London Physik mit dem Bachelor-Abschluss 1948 und der Promotion 1951 bei George Paget Thomson. In seiner Dissertation identifizierte er als einer der Ersten das K-Meson und seinen Zerfall in drei Pionen und schätzte seine Masse ab. Danach forschte er bei Harrie Massey am University College London in Kernphysik und wurde aufgrund seiner Arbeit 1958 von Rudolf Peierls und Denys Wilkinson an die Universität Oxford geholt, wo er die Gruppe für theoretische Kernphysik leitete, Lecturer wurde und Fellow des Corpus Christi College. Er blieb dort den Rest seiner Karriere.
Er schrieb auch Bücher über Umweltprobleme und (als überzeugter Katholik) Wissenschaft und Religion und Philosophie der Physik. Er war aktiv in der British Atomic Scientists Association und 1952 bis 1959 in deren Rat sowie 1953 bis 1955 Herausgeber von deren Journal. In seinem Bemühen der Verbindung von Wissenschaft und Religion war er mit der Templeton Foundation verbunden, der Newman Association und er war Präsident des Wissenschafts-Sekretariats von Pax Romana und gab deren Bulletin heraus. 
Während seiner Zeit in Oxford erhielt er einen D.Sc. der Universität London.

## Schriften
Bücher über Kernphysik:
- "The Optical Model of Elastic Scattering", Oxford, Clarendon Press 1963
  - Reprint in Hodgson The nucleon optical potential, World Scientific 1994
- Nuclear Reactions and Nuclear Structure, Oxford University Press 1971
- Nuclear Heavy-Ion Reactions, Oxford, Clarendon Press 1978
- Growth Points in Nuclear Physics, 3 Bände,  Pergamon Press, 1980, 1981
- mit J. R. Lucas Space, Time and Causality, 1985
- mit J. R. Lucas Spacetime and Electromagnetism, Oxford University Press 1990
- mit E. Gadioli Pre-Equilibrium Nuclear Reactions, Oxford University Press 1991 OUP.
- mit Anton Nikolaev Antonov, Ivan Zhelyazkov Petkov Nucleon Momentum and Density Distributions in Nuclei, Oxford, Clarendon Press 1988
- mit A. N. Antonov, I. Zh. Petkov Nucleon Correlations in Nuclei,  Springer-Verlag 1993
- mit E. Gadioli,  E. Gadioli-Erba Introductory Nuclear Physics, Oxford University Press 1996
- mit S. A. Sofianos Nuclear Physics,  Pretoria,  University of South Africa, 1997

Sonstige Bücher:
- Nuclear Physics in Peace and War, London,  Burns & Oates 1961.
- Our Nuclear Future, Belfast: Christian Journals Ltd. 1983
- Christianity and Science, Studies in Christianity & Science, Oxford University Press 1990
- mit Thomas A. Brody, Luid de la Peña The Philosophy behind Physics, 2. Auflage, Springer Verlag 1994
- Energy and Environment, Bowerdean 1997
- Nuclear Power, Energy and the Environment, London,  Imperial College Press, 1999
- Science, Technology, and Society, Tokio, Kinseido 1999
- Christianity and Science,  Johannesburg, St. Augustine College 2002
- The Roots of Science and Its Fruits,  London: The Saint Austin Press, 2003
- Science and Belief in the Nuclear Age, Sapientia Press of Ave Maria University 2005
- Theology and Modern Physics, Ashgate Publishing, London 2005
- Energy, the Environment, and Climate Change,  Imperial College Press., 2010